# Lasagnekod
Lasagnekod är ett skämtsamt begrepp inom programmering. Lasagnekod är programkod uppdelad i många lager där lagren är sammankopplade och det är svårt att ändra i ett lager utan att andra påverkas. Se även spaghettikod och raviolikod.